# Guillaume de Sardes
 (juillet 2020).
Si vous disposez d'ouvrages ou d'articles de référence ou si vous connaissez des sites web de qualité traitant du thème abordé ici, merci de compléter l'article en donnant les références utiles à sa vérifiabilité et en les liant à la section « Notes et références ».
Pour les articles homonymes, voir Sardes.
Guillaume de Sardes est un écrivain-photographe, réalisateur et commissaire d'exposition français. Il collabore à de nombreuses revues comme Commentaire, L'Agenda de la pensée contemporaine, Europe, Edwarda, Possession immédiate, Irène Erotic fanzine. Il a été rédacteur-en-chef de la revue Le Monde de l'art ainsi que de la revue de la Maison européenne de la photographie. Il dirige aujourd'hui le magazine d'art Prussian Blue et la revue bilingue en ligne art-critique.com. Il est par ailleurs membre du comité du Centre de la photographie Genève et chargé du développement du Nouveau Musée National de Monaco

## Biographie
Son premier roman, Giovanni Pico, publié en 2007, est consacré à l'humaniste Jean Pic de la Mirandole, dont il fait une figure nietzschéenne. Cette œuvre, au style classique et tenu, a obtenu le Prix Ulysse. La Dernière passion de Son Éminence (2008), roman ironique et léger, est inspiré d'un fait divers réel, sur lequel l'avocat Jacques Vergès a travaillé : un triple meurtre ayant eu lieu au Vatican en 1998. L'action est cependant transposée en 1939. Par son ton et sa construction (recours au procédé d’enchâssement des récits), La Dernière passion de Son Éminence évoque les romans libertins du XVIIIe siècle. Son Éminence en rose-et-blanc (2011) remet en scène les mêmes personnages (notamment celui du cardinal Benvenuto, vieil esthète cocaïnomane et débauché). L'intrigue est cette fois de pure fantaisie, bien que le contexte du Vatican et de l'Italie fasciste soit toujours aussi travaillé. Paru en 2009, Le Nil est froid (Prix Bourgogne de littérature, Prix François-Mauriac de l'Académie française) explore les thèmes de la guerre, de l'obsession et de la création artistique. Il a pour toile de fond la Campagne d'Égypte. Le Dédain (2012), "roman d'une génération", dont le personnage principal partage des traits communs avec l'auteur, explore différentes manières d'aimer dans le Paris contemporain. Un cadre que l'on retrouve dans L'Éden la nuit (2017), qui raconte les nuits d'un jeune russe dans les clubs de pole dance la capitale à la recherche de sa sœur. Dernier roman en date, L'Exposition (2022), narre avec humour et désenchantement l'échec de l'organisation d'une grande exposition en Afrique.
Parallèlement à son œuvre de romancier, Guillaume de Sardes a travaillé sur les Ballets russes, dont il est un des meilleurs spécialistes. Il a notamment écrit une biographie de Vaslav Nijinski et édité et traduit les Mémoires de Serge Diaghilev. Intéressé par les artistes radicaux, il est l'auteur d'essais biographiques sur Jean Genet et Rainer Werner Fassbinder.
Comme commissaire d'exposition, il travaille essentiellement dans le champ de la photographie contemporaine et de la vidéo. Il a ainsi conçu une vingtaine d'expositions, notamment d'artistes méditerranéens, qu'ils soient français (Antoine d'Agata, Alain Fleischer, Richard Dumas, Marc Riboud), italiens (Sergio Strizzi, Giulio Rimondi, Giasco Bertoli), libanais (George Awade, Lara Tabet, Randa Mirza, Danielle Arbid), marocains (Hicham Gardaf, Leila Alaoui) ou turcs (Ali Kazma). Il a également été commissaire d'une exposition consacrée au photographe germano-australien Helmut Newton. Enfin, dans le prolongement de ses recherches sur les débuts de la modernité, il a été en 2022 co-commissaire de la seconde exposition Picasso en Afrique de l'Ouest, à Dakar, cinquante ans après celle voulue par Leopold Sedar Senghor. 
Son travail artistique explore les rapports texte / image, à travers les thèmes de l'intime, de l’errance et la nostalgie (thèmes également centraux de ses derniers romans). Sa réflexion porte, entre autres, sur ces trois sortes d’images que sont l’image littéraire, l’image photographique et l’image cinématographique, sur leurs similitudes et leurs différences, sur leurs liens inaperçus et la manière dont elles peuvent s’engendrer les unes les autres. Il s’intéresse également au rapport qui existe entre le présent et la mémoire des lieux et le surgissement des images.

## Œuvres
Romans
- L'Exposition, Paris, Louison, 2022.
- L'Eden la nuit, Paris, Gallimard, coll. « L'Infini »« », 2017[5].
- Le Dédain, Paris, Grasset, 2012.
- Son Éminence en rose-et-blanc, Paris, Grasset, 2011.
- Le Nil est froid, Paris, Hermann, 2009.
- La Dernière Passion de Son Éminence, Paris, Hermann, 2008.
- Giovanni Pico, Paris, Hermann, 2007.

Essais / catalogues d'exposition
- Newton, Riviera (catalogue d'exposition), Paris, Gallimard / NMNM, 2022.
- Picasso à Dakar, 1972-2022 (catalogue d'exposition), Paris, éditions Louison, 2022.
- Fassbinder, clap de fin, Paris, Louison éditions, 2021.
- Leila Alaoui, Les Marocains (catalogue d'exposition), Paris, Hermann / Musée Yves Saint Laurent, 2018.
- La Nuit épuisée (ouvrage collectif), Marseille, Friche la Belle de Mai / André Frère Éditions, 2018.
- Genet à Tanger, Paris, Hermann, 2018.
- Martial. Body ergo sum (catalogue d'exposition), Paris, Maison européenne de la photographie / contrasto, 2017.
- Nijinsky, sa vie, son geste, sa pensée, Paris, Hermann, 2006.

Éditions et traductions de textes
- Peinture et regard. Écrits sur l'art, 1965-2009 d'Avigdor Arikha, Paris, Hermann, 2010.
- Mémoires de Serge Diaghilev, Paris, Hermann, 2008.

Livres de photographies
- Tangier, something is possible (avec Mounir Fatmi), Londres, KAHL editions, 2022.
- Vers l'est, présentation Paul Ardenne, Paris, Hermann, 2020.
- Charbon (ouvrage collectif), Londres, KAHL Editions, 2018.
- Fragments d'une histoire d'amour, présentation Patrick Mauriès, Paris, Hermann, 2018.
- Retours à Beyrouth, présentation Simone Klein, Beyrouth, Kaph Books, 2016.
- Nouveaux Territoires, avec Nicolas Comment, Ola Rindal, Henry Roy, présentation Dominique Baqué, Paris, 2014.

Vidéos et courts métrages
- Genet à Tanger (court métrage), 11'20, 2020. Avec Philippe Torreton et Hamza Meziani. Produit par MOOD films.
- BIMBO (vidéo), 3'30, 2018. Produit par MOOD films.
- Loneliness (vidéo), 6'50, 2016.
- Vies secrètes, (vidéo), 14'25, 2014.

## Expositions de photographies et de vidéos d'art
- Tangier, something is possible (exposition avec Mounir Fatmi), 2022, Tanger, Musée de la Kasbah[6].
- Vers l'Est, Paris Photo / galerie Odile Ouizeman, 2021
- Biennale Hybide 4 (exposition collective), 2021, Lens[7].
- ...Is The New Punk (exposition collective), 2021, Genève, galerie Analix Forever.
- East Side Stories (exposition avec Tim Parchikov), 2020, Paris, galerie Odile Ouizeman[8]
- La Puissance et la grâce (exposition collective), 2020, Genève, galerie Analix Forever.
- Bimbo (vidéo), 2019, Festival Côté Court (catégorie Essai Art vidéo), Pantin.
- Video forever (projection), 2019, Paris, galerie Magda Danysz.
- Moving Art (exposition collective), 2018, Genève, galerie Analix Forever[9]
- Bimbo (vidéo), 2018, La Havane, ON / OFF festival.
- Fragments d'une histoire d'amour, 2018, Paris, Maison européenne de la photographie[10].
- Retours à Beyrouth, 2016, Beyrouth, SV gallery.
- Loneliness (vidéo), 2016, Paris, galerie Alain Gutharc.
- Mues (exposition collective), 2016, Paris, galerie 24B[11].
- Retours à Beyrouth, 2016, festival les Nuits photographiques de Pierrevert[12].
- Dessiner l'Invisible (exposition collective), 2015, Paris, galerie 24B[13].
- Paris-Tokyo aller-retour (exposition collective avec Richard Dumas et Chill Okubo), 2015, Paris, Maison de la culture du Japon[14].
- Vies secrètes, 2015, Tirana, Tulla culture center.
- Possession immédiate (exposition collective), 2015, Paris, galerie 24B.
- MTAG goupshow (exposition collective), 2014, Paris, More Than A Gallery.
- Vies secrètes, 2014, Paris, galerie Myriam Bouagal[15].
- New territories, 2014, Beyrouth, Gathering/Institut Français du Liban.

## Commissariat d'exposition
- Ali Kazma, 2022, Nouveau Musée National de Monaco (Monaco).
- Newton, Riviera, 2022, Nouveau Musée National de Monaco (Monaco).
- Picasso à Dakar, 1972-2022, 2022, Musée des civilisations noires (Dakar)[16].
- Rouge, couleur de l'engagement, 2019, Château La Dominique (Saint-Emilion)[17].
- Art et presse, libres échanges, 2019, Château de Penthes (Genève)[18].
- Les Marocains, 2018, Musée Yves Saint Laurent (Marrakech)[19]  Itinérance : Casa Arabe (Madrid)[20].
- Le Rouge des villes et des forêts, 2018, Château La Dominique (Saint-Emilion)[21].
- Une Fragile poésie, 2018, Institut français de Marrakech. Itinérance : Institut français de Kénitra, Institut français de Fès[22], Médiathèque d'Angers[23].
- Life Line, 2017, Sulger-Buel Lovell gallery (Londres) [24].
- La Poésie des ruines, 2017, Villa Audi (Beyrouth)
- Bernard Faucon, mes routes, 2017, MuCEM (Marseille)[25]
- La ville autrement, 2017, La Friche La Belle de Mai (Marseille)[26].
- Antoine D'Agata, Atlas, 2017, FRAC PACA (Marseille) [27]
- Regards sur Beyrouth, 2016, La Friche La Belle de Mai (Marseille)[28].
- Festival Photomed France 2016 et 2017 (Toulon, Sanary, Marseille)
- Festival Photomed Liban 2016 et 2017 (Beyrouth) [29].